# 蒂尔萨克
蒂尔萨克（法語：Tursac，法語發音：[tyʁsak]）是法国多尔多涅省的一个市镇，隶属于萨拉拉卡内达区。

## 地理
蒂尔萨克（44°58'8"N, 1°2'40"E）面积17.71 平方千米，位于法国新阿基坦大区多爾多涅省，该省份为法国西南部内陆省份，是法國本土面积第三大的省，大致对应佩里戈尔地区，北起顺时针与夏朗德省、上维埃纳省、科雷兹省、洛特省、洛特-加龙省、吉倫特省和滨海夏朗德省接壤。
与蒂尔萨克接壤的市镇（或旧市镇、城区）包括：佩扎克勒穆斯捷、莱塞济、弗勒拉克。

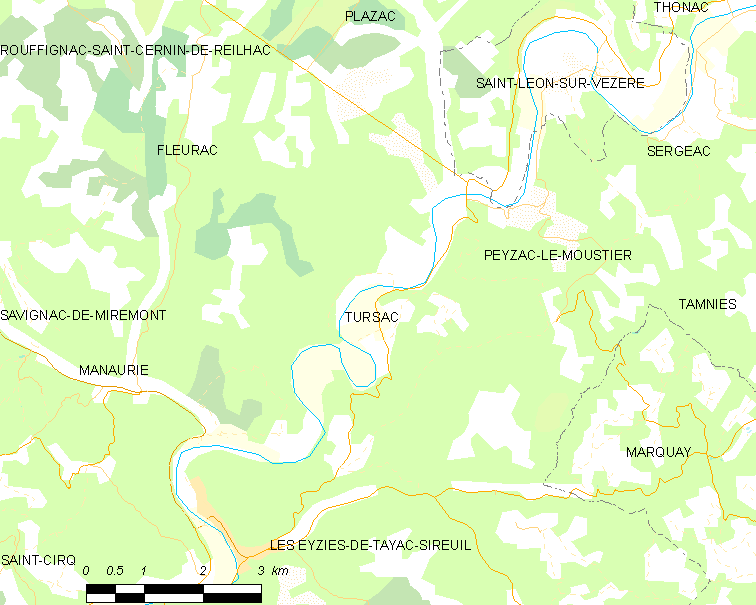
蒂尔萨克的OSM定位图

蒂尔萨克的时区为UTC+01:00、UTC+02:00（夏令时）。

## 行政
蒂尔萨克的邮政编码为24620，INSEE市镇编码为24559。

## 政治
蒂尔萨克所属的省级选区为人谷县。

## 人口

1962-2008年间蒂尔萨克人口变化图示

蒂尔萨克于2022年1月1日时的人口数量为339人。